# Шоумен
Шоумен або шовмен (від англ. showman, show — показувати і man — людина. Жіночого роду — шоувумен або шоввумен, showwoman) — ведучий, або інколи й організатор шоу. Ведучий музичних видовищних розважальних програм, переважно на телебаченні.
Поняття «шоумен» часто використовують для позначення тамади, зокрема на весіллях. Він створює веселу, легку атмосферу свята, проводить конкурси, володіє увагою учасників чи глядачів.

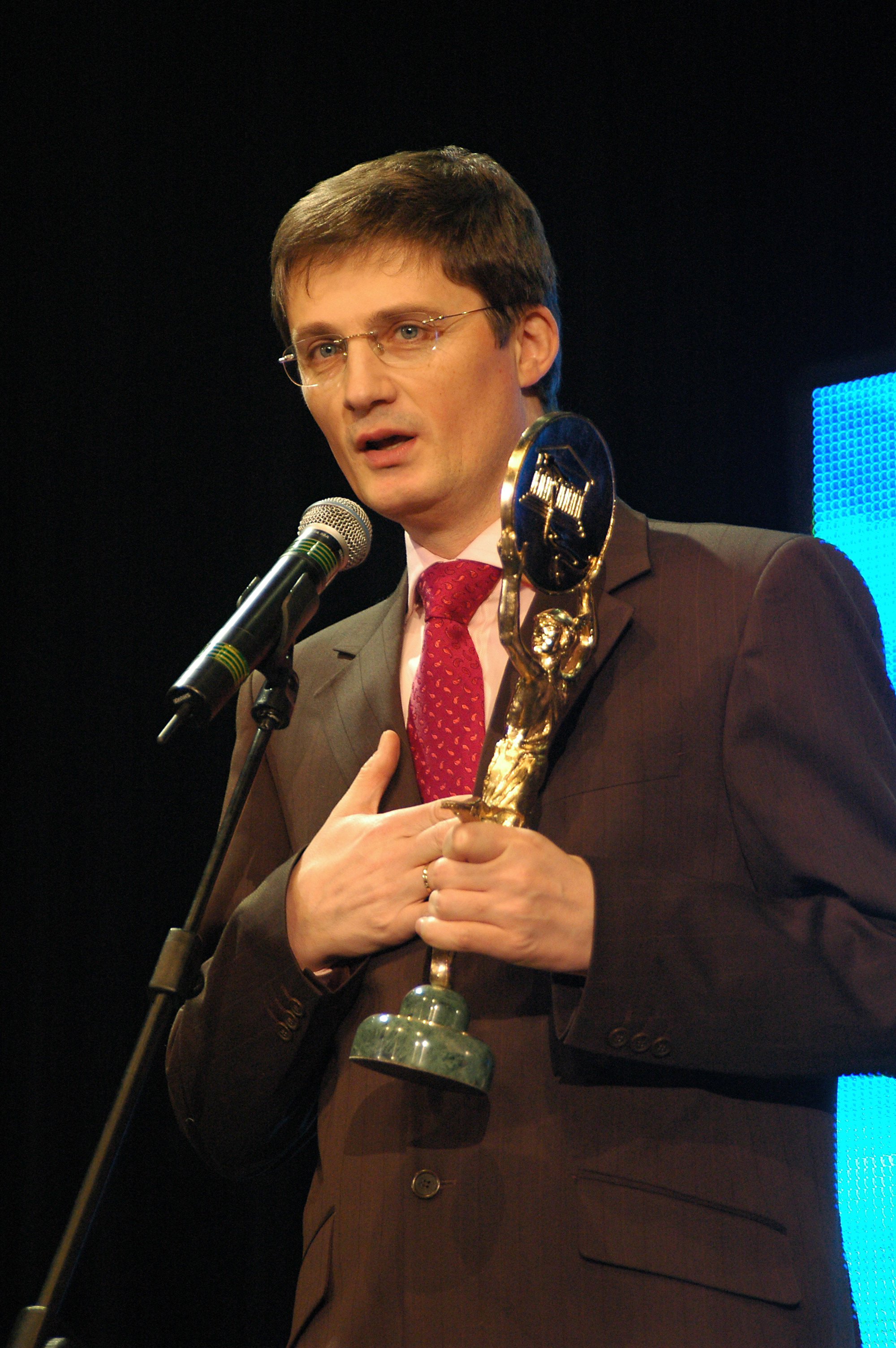
Ігор Кондратюк  Україна
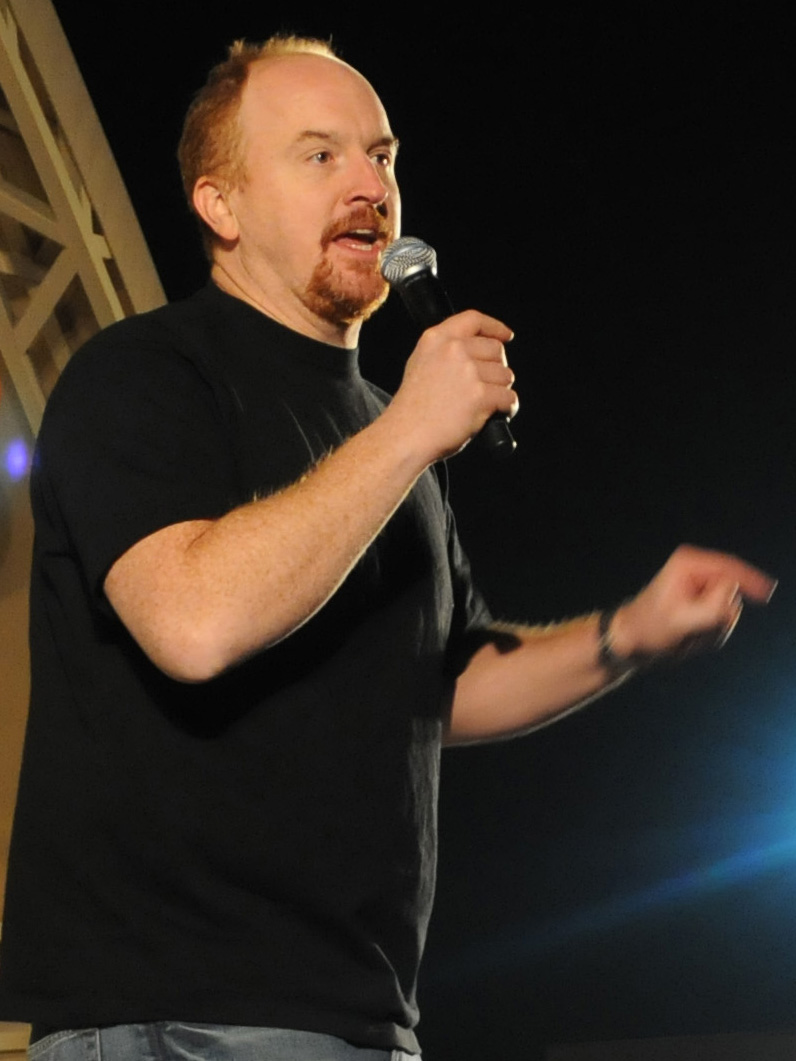
Луї Сі Кей  США
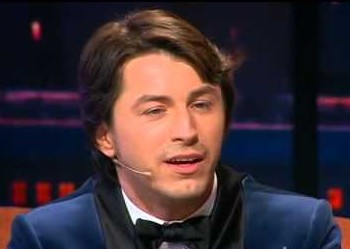
Сергій Притула  Україна
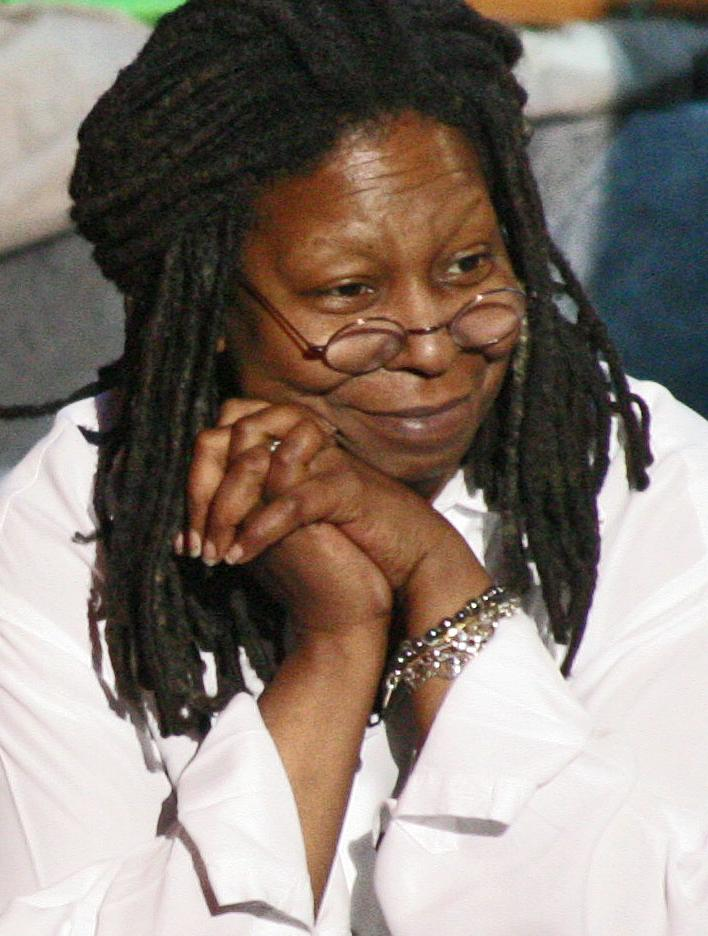
Вупі Голдберг  США